# Eddie Karlsson
Eddie Karlsson   (Mölndal, 25 de desembre de 1994) és un pilot suec de trial i enduro. Pel que fa al trial, va competir des del 2014 en el campionat del món amb l'equip oficial de Montesa i va guanyar un Campionat d'Europa (2013), quinze campionats de Suècia (10 a l'aire lliure i 5 d'indoor) i cinc d'escandinaus. Juntament amb el català Oriol Noguera fou un dels provadors al mundial de trial dels primers prototipus de la futura Cota 300RR, abans del seu llançament el 2015.
Karlsson resideix amb la seva família a Gällinge, Halland.

## Trajectòria esportiva
Fill de l'amo d'un negoci de desballestament d'automòbils, Karlsson va començar a practicar de petit amb una minimoto de motocròs fins que se la canvià per una de trial a nou anys. El 2004 va començar en categories d'iniciació fins que, tres anys més tard, ja estava entre els millors pilots Júnior de Suècia. El 2009, abans de fer els 15 anys, va guanyar el Campionat de Suècia d'aquesta categoria i l'any següent va passar a la categoria Sènior. A 16 anys, el 2011, va guanyar el seu primer Campionat suec en la màxima categoria.
Pel que fa a la competició internacional, ja a 12 anys va debutar al Campionat d'Europa Júnior i va seguir al Mundial juvenil de 125cc. El 2011, a 16 anys, hi acabà sisè després d'aconseguir la victòria a la prova de França. Aleshores va deixar la categoria Júnior i, a 17 anys, va començar a competir al Mundial en categoria màxima. En aquest campionat fou catorzè les temporades de 2012, 2013 i 2014. El 2013, a més, va guanyar el Campionat d'Europa de trial júnior. El 2014 va fitxar per Montesa Honda i va debutar a l'equip amb una vuitena posició a Austràlia i el Japó. El 2015 acabà desè al mundial i guanyà els campionats de Suècia i escandinau.
Des de finals de la dècada del 2010 s'ha dedicat gairebé en exclusiva a l'enduro, participant en competicions d'enduro extrem.

## Palmarès en trial
| Any          | Motocicleta  | C. del Món outdoor | C. del Món indoor | C. de Suècia outdoor | C. de Suècia indoor | Altres                       |
| ------------ | ------------ | ------------------ | ----------------- | -------------------- | ------------------- | ---------------------------- |
| 2009         | ?            | -                  | -                 | 1r Júnior            | -                   |                              |
| 2010         | ?            | -                  | -                 | ?                    | -                   |                              |
| 2011         | Gas Gas      | -                  | -                 | 1r                   | 1r                  |                              |
| 2012         | Gas Gas      | 14è                | -                 | 1r                   | ?                   |                              |
| 2013         | JTG          | 14è                | -                 | 1r                   | 1r                  | Campió d'Europa i escandinau |
| 2014         | Montesa      | 14è                | -                 | 1r                   | 1r                  | Campió escandinau            |
| 2015         | Montesa      | 10è                | 7è                | 1r                   | ?                   | Campió escandinau            |
| 2016         | Montesa      | 12è                | 7è                | 1r                   | 1r                  | Campió escandinau            |
| 2017         | Montesa      | 18è                | -                 | 1r                   |                     | Campió escandinau            |
| 2018         | Sherco       | -                  | -                 | 1r                   |                     |                              |
| 2019         | Sherco       | -                  | -                 | 1r                   |                     |                              |
| Total títols | Total títols | 0                  | 0                 | 10                   | 4                   | 6                            |

1. ↑  Al total de títols s'hi compten tots els campionats nacionals, estatals o internacionals guanyats